# ミリケンズベンドの戦い
ミリケンズベンドの戦い（ミリケンズベンドのたたかい、英: Battle of Milliken's Bend）は、南北戦争3年目の1863年6月7日、ビックスバーグ方面作戦の一部としてルイジアナ州マディソン郡で行われた戦闘である。南軍のジョン・C・ペンバートン中将とその軍隊が、ミシシッピ州ビックスバーグで、北軍指揮官ユリシーズ・グラント少将とテネシー軍に包囲されていた。
南軍はグラント軍の補給線を遮断し、ビックスバーグ市を解放しようとして、ミシシッピ川のミリケンズベンドで北軍の補給所を攻撃した。ミリケンズベンドの地域はビックスバーグの北西15マイル (24 km) にあり、グラントのビックスバーグ方面作戦では最近まで出発地点として機能していた。補給基地と病院があり、その多くは解放された奴隷から最近徴募されたばかりのアフリカ系アメリカ人兵士によって駐屯防御されていた。
この戦闘は比較的小規模のものだったが、黒人兵が軍事的に訓練も無いまま、さらに武器も劣っていた中で勇敢に戦い、砲艦の助けもあって最終的に南軍を撃退したことで意義あるものとなった。

## 背景
アメリカ連合国大統領ジェファーソン・デイヴィスは、グラントの6万名の軍隊によって閉じ込められたペンバートンとその4万名の軍隊を救うために、大きな政治的圧力を受けていた。ビックスバーグとはミシシッピ川を隔てて対岸のルイジアナ州側（西岸）にあるグラントの供給線が脆弱であるという考えの下、デイヴィスはミシシッピ圏方面軍指揮官エドマンド・カービー・スミスに、その補給線を破るべく部隊を派遣するよう指示した。グラントは、デイヴィスにもスミスにも知られないままに、補給線をビックスバーグの上流、ミシシッピ川の東岸に移していた。
スミスはリチャード・テイラー少将にこの攻撃を行うよう命令した。スミスはその目的のために「ウォーカーのグレイハウンド」とも呼ばれるジョン・ジョージ・ウォーカー少将のテキサス師団をテイラーの指揮下に置いた。テイラーは地形に湿地の多いことと、北軍の補給線が今でも存在しているか不確かであることを挙げて、その作戦に反対した。テイラーはその代わりにウォーカーの師団を率いて南に行き、脆弱になっているニューオーリンズ市を攻撃する案を好んだ。北軍ナサニエル・バンクス少将のメキシコ湾岸軍がその大半を率いてポートハドソンの包囲に向かったために、ニューオーリンズ市は防御が薄くなっていた。スミスはテイラーの作戦を拒否したので、テイラーは渋々ながらウォーカーとその部隊を率いて出発し、ルイジアナ州アレクサンドリアからレッド川を降ってウォシト川に行き、そこから北のリッチモンドに向かった。

## 戦闘

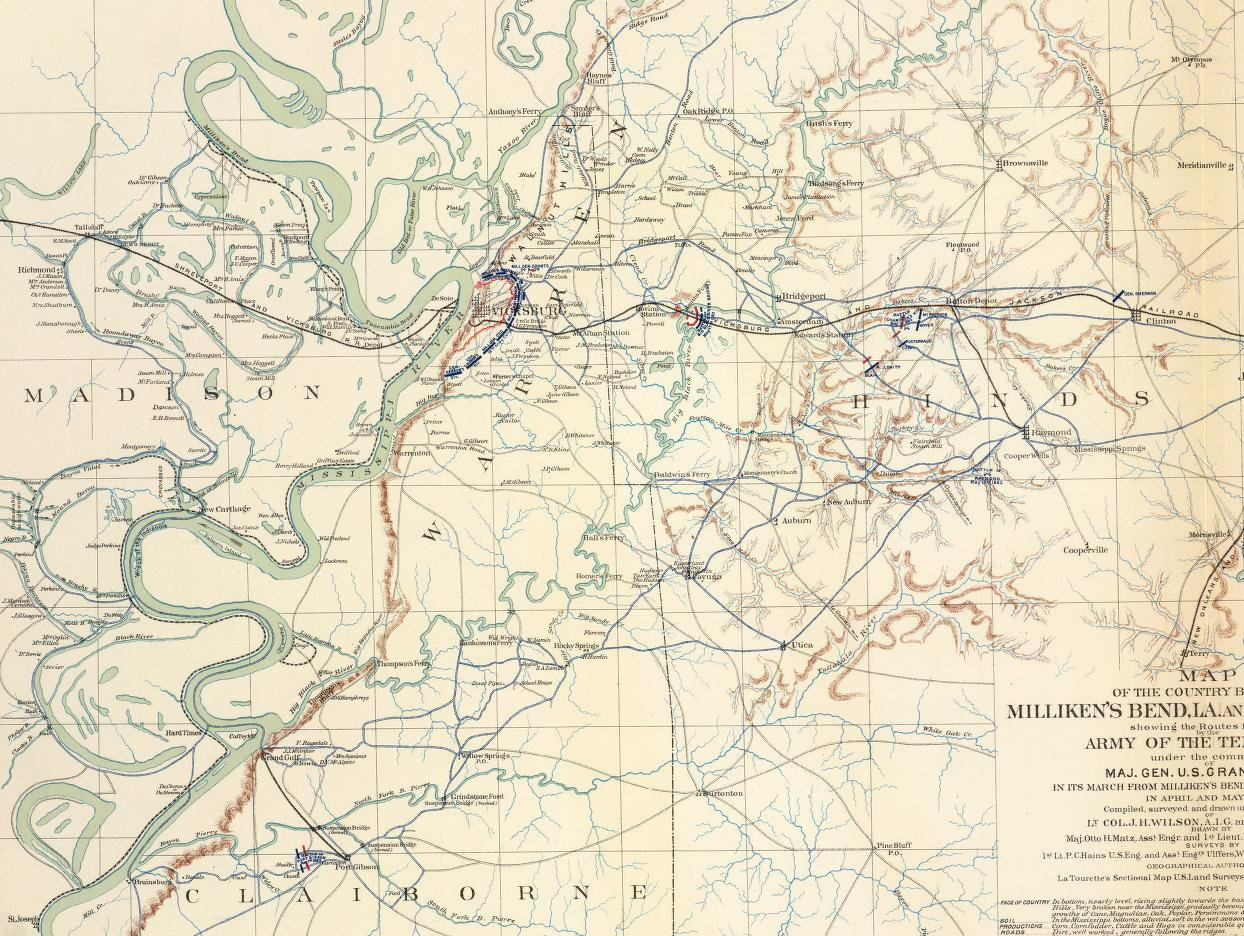
ミリケンズベンドからジャクソンに至るビックスバーグ地域の地図

6月6日朝、北軍のハーマン・リーブ大佐が黒人旅団とイリノイ第10騎兵連隊の2個中隊を率いて、リッチモンド方面の偵察を行った。リッチモンドから約3マイル (5 km) の位置のタルラ鉄道駅で敵軍と遭遇し、それを撃退したが、他にも多くの敵軍が近くに居ることを恐れて後退した。その撤退中に、南軍部隊に遭遇した後に逃げてきた北軍騎兵大隊と出逢った。リーブはその部隊を戦闘前線に取り込み、追いかけてきた敵軍を追い散らすことができた。リーブはその後ミリケンズベンドまで後退し、上官には伝令を用いて戦闘の様子を報告させた。アイオワ第23歩兵連隊と砲艦2隻がその応援のために到着した。
南軍のウォーカーは6月6日午後7時にリッチモンドから東に進んだ。真夜中にオークローン・プランテーションに着いた。そこはミリケンズベンドから北に約7マイル (11 km) にあり、南のヤングズポイントからも等距離にあった。ここでウォーカーは部隊を分けた。オークローンに予備隊として1個旅団を残し、ヘンリー・E・マカロック准将の指揮する別の1個旅団を北のミリケンズベンドに派遣し、ジェイムズ・M・ホーズ准将の指揮する1個旅団を南のヤングズポイントに送った。
6月7日午前3時頃、南軍が大挙して現れ、哨戒線を張った。そのまま北軍の左翼への移動を続けた。北軍が何度か一斉射撃を行い、それで南軍の動きを一時的に止めたが、テキサス兵は土手まで進み、そこで突撃命令が出された。南軍はさらなる一斉射撃を受ける前に前進し、白兵戦になった。この激闘で、南軍が北軍の側面を衝き、縦射によって大きな損失を出させた。北軍は川の岸まで後退した。この頃に北軍の砲艦USSチョクトーとUSSレキシントンが現れ、南軍に砲撃を加えた。南軍は銃撃を続け北軍を包囲するために右への展開を始めたが、その目標は達しなかった。戦闘は正午まで続き、その後南軍が撤退した。北軍が追撃し、何度も一斉射撃を加え、砲艦はウォルナット・バイユーに向けて撤退する南軍に砲撃を加え続けた。

## 戦闘の後
ビックスバーグの包囲戦を破ろうという南軍の試みは失敗した。
グラントは、「この戦闘は黒人部隊が砲火を浴びたということで、この戦争でも最初の重要な戦闘となった。」と述べており、黒人部隊は経験が足りなかったが「うまく戦った」としていた。陸軍長官補のチャールズ・A・ダナは「黒人部隊を採用したことに関してこの軍隊の感情は、最近あったミリケンズベンドの戦いにおける黒人の勇敢さによって大きく変革した」と記していた。黒人が如何に戦えるかを観察し、北軍のために武装させることになった。南軍の指揮官であるヘンリー・マカロックですら、元の奴隷が「かなりの強情さ」をもって戦ったと言っていた 。
南軍はミリケンズベンドから撤退する前に、降伏した黒人兵を殺害したという報告があった。戦闘に参加した南軍の指揮官や兵士はこの残虐行為を否定している。